# Хаузен-бай-Вюрцбург
Хаузен-бай-Вюрцбург (нем. Hausen bei Würzburg) — община в Германии, в земле Бавария. Подчиняется административному округу Нижняя Франкония. Входит в состав района Вюрцбург.
По данным на 31 декабря 2015 года:
- территория — 2197,99 га;
- население — 2429 чел.;
- плотность населения — 110,51 чел./км²;
- землеобеспеченность с учётом внутренних вод — 9048,95 м²/чел.

До 1 января 1994 года община входила в состав административного сообщества Бергтхайм.

## Население
По оценке на 31 декабря 2015 года население общины Хаузен-бай-Вюрцбург составляет 2429 чел. 

| Дата      | 1840 | 1871 | 1900 | 1925 | 1939 | 1950 | 1961 | 1970 | 1987 | 2011 |
| --------- | ---- | ---- | ---- | ---- | ---- | ---- | ---- | ---- | ---- | ---- |
| Население | 1143 | 1283 | 1441 | 1424 | 1455 | 1875 | 1768 | 1754 | 1954 | 2383 |

| Год       | 1960 | 1970 | 1980 | 1990 | 2000 | 2009 | 2010 | 2011 | 2012 | 2013 | 2014 | 2015 |
| --------- | ---- | ---- | ---- | ---- | ---- | ---- | ---- | ---- | ---- | ---- | ---- | ---- |
| Население | 1740 | 1754 | 1761 | 2105 | 2248 | 2372 | 2373 | 2400 | 2385 | 2405 | 2393 | 2429 |